# Čelopeci
Čelopeci  falu Horvátországban, Dubrovnik-Neretva megyében. Közigazgatásilag Župa dubrovačka községhez tartozik. 

## Fekvése
A Dubrovnik városától légvonalban 6, közúton 9 km-re keletre, községközpontjától légvonalban és közúton 2 km-re északnyugatra fekszik. 

## Története
A legrégibb itt élt ismert nép az illírek egyik harcias törzse, az ardiaták voltak, akik az i. e. 4. századból hagyták itt nyomaikat. A magaslatokon épített erődített településeken éltek és kőből emelt halomsírokba temetkeztek. Illír erődített település állt egykor a falu Gornji Brgat felé eső határában a Barbara nevű magaslaton. A rómaiak hosszú harcok után végül i. e. 135-ben verték le az ardiatákat. Közigazgatási központjuk innen délkeletre, a mai Donji Obod területén fekvő Epidaurum városa volt. A Nyugatrómai Birodalom bukása után a keleti gótok özönlötték el a térséget, őket 537-től 1205-ig kisebb megszakításokkal a bizánciak követték. A 7. században avarok és a kíséretükben érkezett szlávok, a mai horvátok ősei árasztották el a területet. A várakat lerombolták és az ellenálló lakosságot leöldösték. Így semmisült meg a mindaddig fennálló Epidaurum. A túlélő lakosság előbb Župára, majd Raguzába menekült. 
A települést 1251-től említik az írásos források. A helyi birtokos Lučić család 1613-ban adományozott birtokot a Rovanje településrészen a domonkos rendnek, akik 1621-re fel is építették kolostorukat és templomukat. A lakosság 1806-ban sokat szenvedett a montenegrói és orosz hadak pusztításától, akik sok házat, épületet kifosztottak és leromboltak. A kolostorban arany után kutatva több szerzetest és ide menekült helyi lakost megöltek. Az ostromló hadakat a franciák kényszerítették visszavonulásra. A Raguzai Köztársaság bukása után 1806-ban Dalmáciával együtt ez a térség is a köztársaságot legyőző franciák uralma alá került, de Napóleon bukása után 1815-ben a berlini kongresszus Dalmáciával együtt a Habsburgoknak ítélte. 1857-ben 214, 1910-ben 198 lakosa volt. 1918-ban az új szerb-horvát-szlovén állam, majd később Jugoszlávia része lett. A délszláv háború idején 1991 októberében a jugoszláv hadsereg és a szerb szabadcsapatok foglalták el a települést, melyet kifosztottak és felégettek. A lakosság a közeli Dubrovnikba menekült és csak 1992 tavaszán térhetett vissza. A háború után rögtön megindult az újjáépítés. Dubrovnik közelsége és a turizmus növekedése miatt lakossága az utóbbi két évtizedben ugrásszerűen nőtt. 2011-ben már 453 lakosa volt, akik főként turizmussal és mezőgazdasággal foglalkoztak.

## Népesség
| Lakosság változása | Lakosság változása | Lakosság változása | Lakosság változása | Lakosság változása | Lakosság változása | Lakosság változása | Lakosság változása | Lakosság változása | Lakosság változása | Lakosság változása | Lakosság változása | Lakosság változása | Lakosság változása | Lakosság változása | Lakosság változása |
| ------------------ | ------------------ | ------------------ | ------------------ | ------------------ | ------------------ | ------------------ | ------------------ | ------------------ | ------------------ | ------------------ | ------------------ | ------------------ | ------------------ | ------------------ | ------------------ |
| 1857               | 1869               | 1880               | 1890               | 1900               | 1910               | 1921               | 1931               | 1948               | 1953               | 1961               | 1971               | 1981               | 1991               | 2001               | 2011               |
| 214                | 197                | 203                | 211                | 218                | 198                | 270                | 148                | 150                | 159                | 158                | 150                | 0                  | 0                  | 425                | 453                |

(1981-ben és 1991-ben lakosságát Dubrovnikhoz számították.)

## Nevezetességei
- A Ferrer Szent Vince templom és kolostor[4] építése 1613-ban kezdődött és 1621-ben fejeződött be. A kolostor azon a területen épült, melyet a Lučić család adományozott a domonkos rendnek. A franciák az épületegyüttest katonai kórházként használták, majd az osztrák uralom idején laktanya volt benne. A kolostor kerengős típusú, négyszögletes alaprajzú, mely négy egyemeletes szárnyból áll nagyméretű harangtoronnyal. Gótikus-reneszánsz elemeivel különösen díszes a kolostor bejárata. A kolostortól északra áll az egyhajós, négyszögletes apszisú  Ferrer Szent Vince templom. A templomban azoknak a szerzeteseknek és más áldozatoknak a sírjai találhatók, akik 1806-ban az orosz és montenegrói hadak fosztogatásaikor estek az aranyat kereső katonák áldozatául. A mai formájában késő barokk épületegyüttes finoman megmunkált kövekből épült. Körülötte magas fallal kerített kert található. A kolostort napjainkban újítják fel.

- A Szent Márton kápolna eredetileg családi kápolnaként épült. 1806-ban lerombolták. A 19. század végén a Lučić család a plébániának adományozta. 1906-ban újjáépítették és újraszentelték. 1982-ben és 1996-ban megújították.

- A kolostortól északra áll az ún. Golubinjak (galambdúc), egy szabályosan faragott kövekből épített négyszer négy méteres alaprajzú reneszánsz toronyépület.[5] Egykor a keleti oldalán egy kőből épített ház támaszkodott re, melynek mára csak az északi fala maradt meg. Valódi funkciója a Brgattól Platig húzódó határvédelmi rendszer része volt.

- Barbara-hegy, ókori vármaradványok

- Gaj, ókori halomsír